# Poilley, Manche

Poilley este o comună în departamentul Manche, Franța. În 1 ianuarie 2022 avea o populație de 968 de locuitori.